# Phum Sophorn
Phum Sophorn (sinh ngày 12 tháng 7 năm 2002) là một người mẫu và người giữ danh hiệu cuộc thi sắc đẹp Campuchia, người đã đăng quang cuộc thi Hoa hậu Campuchia 2020. Cô đại diện cho Campuchia tại cuộc thi Hoa hậu Thế giới 2021 ở San Juan, Puerto Rico nhưng không đạt thành tích gì.

## Các cuộc thi sắc đẹp

### Hoa hậu Campuchia 2020
Vào ngày 23 tháng 12 năm 2020, Sophorn đã cạnh tranh với 30 thí sinh khác tại Hoa hậu Campuchia 2020 vàvđược Vy Sreyvin trao danh hiệu Hoa hậu Thế giới Campuchia 2021.

### Hoa hậu Thế giới 2021
Với tư cách là Hoa hậu Thế giới Campuchia, Sophorn đại diện cho Campuchia tại cuộc thi Hoa hậu Thế giới 2021 ở San Juan, Puerto Rico nhưng không đạt thành tích gì.

## References
1. ↑  "Phum Sophorn is Miss Cambodia 2020" (bằng tiếng Anh). Missosology. ngày 25 tháng 12 năm 2021.
2. ↑  "Miss Cambodia 2020: Phum Sophorn to represent Cambodia at 70th Miss World" (bằng tiếng Anh). PAGEANT Circle. ngày 26 tháng 12 năm 2021.